# 李澄 (成化進士)
李澄（1449年—？），字天映，河南開封府陳州西華縣人，民籍，明朝政治人物。

## 生平
河南鄉試第四十七名舉人。成化十七年（1481年）中式辛丑科會試第二百四十七名，三甲第二十一名進士。

## 家族
曾祖李迪；祖父李整；父李銘，訓科。前母武氏；母牛氏。慈侍下。